# BeNe Ladies Tour 2018
La 5e édition du BeNe Ladies Tour a lieu du 19 juillet au 22 juillet 2018. La course fait partie du calendrier UCI féminin en catégorie 2.1. 
La spécialiste de la poursuite individuelle sur piste Katie Archibald remporte le prologue devant Marianne Vos. Le lendemain, celle-ci s'échappe avec Lotte Kopecky et Eugenia Bujak. Marianne Vos s'impose et s'empare de la tête du classement général. Lorena Wiebes gagne le sprint de la deuxième étape. Sur le contre-la-montre, Trixi Worrack se montre la plus rapide. Katie Archibald et Lisa Klein effectuent une remontée au classement général qui met en danger Marianne Vos. Sur la dernière étape, cette dernière gère ses adversaires pour devenir la lauréate de cette édition. Elle gagne également les classements par points et des rushes. Lisa Klein est deuxième et meilleure jeune. Katie Archibald monte sur la troisième place du podium.

## Parcours
Le parcours comporte deux contre-la-montres ainsi que des étapes plates et s'adresse donc aux rouleuses-sprinteuses. La première étape est plus difficile avec des secteurs pavés et des monts, dont le Molenberg.

## Équipes
| Équipes féminines professionnelles (16)- Alé Cipollini - Astana Women's - BTC City Ljubljana - Canyon-SRAM Racing - Doltcini-Van Eyck Sport - Experza-Footlogix - FDJ-Nouvelle Aquitaine-Futuroscope - Health Mate-Cyclelive Team - Hitec Products-Birk Sport - Lotto Soudal Ladies - Parkhotel Valkenburg-Destil - Rally - Unitedhealthcare Pro Cycling Team - Valcar PBM - WaowDeals - Wiggle High5 Équipes nationales (2)- Belgique - Danemark Équipe amateur- Centre mondial du cyclisme Équipe féminines amateur (9)- Autoglas Wetteren - Loving potatoes-de Jonge Renner - Equano-Wase Zon - Hoop Op Zegen Beveren - Isorex - Jan van Arckel - Jos Feron Lady Force - Keukens Redant - Wielerclub de sprinters Malderen |
| |

## Étapes
| Étape      | Date      | Villes étapes                 | type                        | Distance (km) | Vainqueur d'étape | Leader du classement général |
| ---------- | --------- | ----------------------------- | --------------------------- | ------------- | ----------------- | ---------------------------- |
| Prologue   | 19 juill. | Oosterhout – Oosterhout       | prologue                    | 3,9           | Katie Archibald   | Katie Archibald              |
| 1re étape  | 20 juill. | Merelbeke – Merelbeke         | étape de plaine             | 136           | Marianne Vos      | Marianne Vos                 |
| 2e a étape | 21 juill. | Saint-Laurent – Saint-Laurent | étape de plaine             | 98,3          | Lorena Wiebes     | Marianne Vos                 |
| 2e b étape | 21 juill. | Saint-Laurent – Saint-Laurent | contre-la-montre individuel | 10,1          | Trixi Worrack     | Marianne Vos                 |
| 3e étape   | 22 juill. | Zelzate – Zelzate             | étape de plaine             | 112,9         | Marta Bastianelli | Marianne Vos                 |

## Déroulement de la course

### Prologue
Katie Archibald remporte largement le prologue devant Marianne Vos,.
| \| Classement de l'étape \| Classement de l'étape \| Classement de l'étape \| Classement de l'étape \| Classement de l'étape \| \| Coureuse \| Coureuse \| Pays \| Équipe \| Temps \| \| --------------------- \| --------------------- \| --------------------- \| ----------------------------- \| --------------------- \| \| 1re \| Katie Archibald \| Royaume-Uni \| Wiggle High5 \| 4 min 42 s \| \| 2e \| Marianne Vos \| Pays-Bas \| WaowDeals \| + 11 s \| \| 3e \| Pernille Mathiesen \| Danemark \| Danemark \| + 12 s \| \| 4e \| Jolien D'Hoore \| Belgique \| Belgique \| + 13 s \| \| 5e \| Lisa Klein \| Allemagne \| Canyon-SRAM Racing \| + 13 s \| \| 6e \| Trixi Worrack \| Allemagne \| Canyon-SRAM Racing \| + 14 s \| \| 7e \| Lotte Kopecky \| Belgique \| Lotto Soudal Ladies \| + 15 s \| \| 8e \| Eugenia Bujak \| Slovénie \| BTC City Ljubljana \| + 15 s \| \| 9e \| Rikke Lønne \| Royaume du Danemark \| Danemark \| + 16 s \| \| 10e \| Leah Thomas \| États-Unis \| UnitedHealthcare Women's Team \| + 18 s \| |                    |                     |                               |            |
| |                    |                     |                               |            |
| Source : ProCyclingStats |                    |                     |                               |            |
| Classement de l'étape |                    |                     |                               |            |
| Coureuse | Coureuse           | Pays                | Équipe                        | Temps      |
| 1re | Katie Archibald    | Royaume-Uni         | Wiggle High5                  | 4 min 42 s |
| 2e | Marianne Vos       | Pays-Bas            | WaowDeals                     | + 11 s     |
| 3e | Pernille Mathiesen | Danemark            | Danemark                      | + 12 s     |
| 4e | Jolien D'Hoore     | Belgique            | Belgique                      | + 13 s     |
| 5e | Lisa Klein         | Allemagne           | Canyon-SRAM Racing            | + 13 s     |
| 6e | Trixi Worrack      | Allemagne           | Canyon-SRAM Racing            | + 14 s     |
| 7e | Lotte Kopecky      | Belgique            | Lotto Soudal Ladies           | + 15 s     |
| 8e | Eugenia Bujak      | Slovénie            | BTC City Ljubljana            | + 15 s     |
| 9e | Rikke Lønne        | Royaume du Danemark | Danemark                      | + 16 s     |
| 10e | Leah Thomas        | États-Unis          | UnitedHealthcare Women's Team | + 18 s     |

| \| Classement général \| Classement général \| Classement général \| Classement général \| Classement général \| \| Coureuse \| Coureuse \| Pays \| Équipe \| Temps \| \| ------------------ \| ------------------ \| ------------------- \| ----------------------------- \| ------------------ \| \| 1re \| Katie Archibald \| Royaume-Uni \| Wiggle High5 \| 4 min 42 s \| \| 2e \| Marianne Vos \| Pays-Bas \| WaowDeals \| + 11 s \| \| 3e \| Pernille Mathiesen \| Danemark \| Danemark \| + 12 s \| \| 4e \| Jolien D'Hoore \| Belgique \| Belgique \| + 13 s \| \| 5e \| Lisa Klein \| Allemagne \| Canyon-SRAM Racing \| + 13 s \| \| 6e \| Trixi Worrack \| Allemagne \| Canyon-SRAM Racing \| + 14 s \| \| 7e \| Lotte Kopecky \| Belgique \| Lotto Soudal Ladies \| + 15 s \| \| 8e \| Eugenia Bujak \| Slovénie \| BTC City Ljubljana \| + 15 s \| \| 9e \| Rikke Lønne \| Royaume du Danemark \| Danemark \| + 16 s \| \| 10e \| Leah Thomas \| États-Unis \| UnitedHealthcare Women's Team \| + 18 s \| |                    |                     |                               |            |
| |                    |                     |                               |            |
| Source : ProCyclingStats |                    |                     |                               |            |
| Classement général |                    |                     |                               |            |
| Coureuse | Coureuse           | Pays                | Équipe                        | Temps      |
| 1re | Katie Archibald    | Royaume-Uni         | Wiggle High5                  | 4 min 42 s |
| 2e | Marianne Vos       | Pays-Bas            | WaowDeals                     | + 11 s     |
| 3e | Pernille Mathiesen | Danemark            | Danemark                      | + 12 s     |
| 4e | Jolien D'Hoore     | Belgique            | Belgique                      | + 13 s     |
| 5e | Lisa Klein         | Allemagne           | Canyon-SRAM Racing            | + 13 s     |
| 6e | Trixi Worrack      | Allemagne           | Canyon-SRAM Racing            | + 14 s     |
| 7e | Lotte Kopecky      | Belgique            | Lotto Soudal Ladies           | + 15 s     |
| 8e | Eugenia Bujak      | Slovénie            | BTC City Ljubljana            | + 15 s     |
| 9e | Rikke Lønne        | Royaume du Danemark | Danemark                      | + 16 s     |
| 10e | Leah Thomas        | États-Unis          | UnitedHealthcare Women's Team | + 18 s     |

### 1reétape
Marianne Vos remporte le sprint intermédiaire devant Lotte Kopecky et Katie Archibald. La pluie apparait sur le parcours. Annelies Dom attaque ensuite avec Anna Trevisi. Leur avance atteint quarante-cinq secondes. Le peloton accélère néanmoins avant le second passage du Molenberg et reprend les fuyardes. Eugenia Bujak passe ensuite à l'offensive. Son avance monte à une minute vingt-cinq à vingt-cinq kilomètres de l'arrivée. Au sprint intermédiaire, Marianne Vos et Lotte Kopecky prennent les bonifications restantes. Elles poursuivent leur effort et rentre sur la Polonaise. Elles se disputent la victoire au sprint et Marianne Vos s'impose. Le peloton arrive trois secondes plus tard,.
| \| Classement de l'étape \| Classement de l'étape \| Classement de l'étape \| Classement de l'étape \| Classement de l'étape \| \| Coureuse \| Coureuse \| Pays \| Équipe \| Temps \| \| --------------------- \| ------------------------- \| --------------------- \| ---------------------------------- \| --------------------- \| \| 1re \| Marianne Vos \| Pays-Bas \| WaowDeals \| 3 h 31 min 48 s \| \| 2e \| Lotte Kopecky \| Belgique \| Lotto Soudal Ladies \| + 0 s \| \| 3e \| Eugenia Bujak \| Slovénie \| BTC City Ljubljana \| + 0 s \| \| 4e \| Lorena Wiebes \| Pays-Bas \| Parkhotel Valkenburg \| + 3 s \| \| 5e \| Marta Bastianelli \| Italie \| Alé Cipollini \| + 3 s \| \| 6e \| Jolien D'Hoore \| Belgique \| Belgique \| + 3 s \| \| 7e \| Roxane Fournier \| France \| FDJ-Nouvelle Aquitaine-Futuroscope \| + 3 s \| \| 8e \| Elisa Balsamo \| Italie \| Valcar PBM \| + 3 s \| \| 9e \| Susanne Andersen \| Norvège \| Hitec Products-Birk Sport \| + 3 s \| \| 10e \| Pascale Jeuland-Tranchant \| France \| Doltcini-Van Eyck Sport \| + 3 s \| |                           |          |                                    |                 |
| |                           |          |                                    |                 |
| Source : ProCyclingStats |                           |          |                                    |                 |
| Classement de l'étape |                           |          |                                    |                 |
| Coureuse | Coureuse                  | Pays     | Équipe                             | Temps           |
| 1re | Marianne Vos              | Pays-Bas | WaowDeals                          | 3 h 31 min 48 s |
| 2e | Lotte Kopecky             | Belgique | Lotto Soudal Ladies                | + 0 s           |
| 3e | Eugenia Bujak             | Slovénie | BTC City Ljubljana                 | + 0 s           |
| 4e | Lorena Wiebes             | Pays-Bas | Parkhotel Valkenburg               | + 3 s           |
| 5e | Marta Bastianelli         | Italie   | Alé Cipollini                      | + 3 s           |
| 6e | Jolien D'Hoore            | Belgique | Belgique                           | + 3 s           |
| 7e | Roxane Fournier           | France   | FDJ-Nouvelle Aquitaine-Futuroscope | + 3 s           |
| 8e | Elisa Balsamo             | Italie   | Valcar PBM                         | + 3 s           |
| 9e | Susanne Andersen          | Norvège  | Hitec Products-Birk Sport          | + 3 s           |
| 10e | Pascale Jeuland-Tranchant | France   | Doltcini-Van Eyck Sport            | + 3 s           |

| \| Classement général \| Classement général \| Classement général \| Classement général \| Classement général \| \| Coureuse \| Coureuse \| Pays \| Équipe \| Temps \| \| ------------------ \| ------------------ \| ------------------- \| ----------------------------- \| ------------------ \| \| 1re \| Marianne Vos \| Pays-Bas \| WaowDeals \| 3 h 36 min 26 s \| \| 2e \| Katie Archibald \| Royaume-Uni \| Wiggle High5 \| + 6 s \| \| 3e \| Lotte Kopecky \| Belgique \| Lotto Soudal Ladies \| + 10 s \| \| 4e \| Eugenia Bujak \| Slovénie \| BTC City Ljubljana \| + 12 s \| \| 5e \| Pernille Mathiesen \| Danemark \| Danemark \| + 19 s \| \| 6e \| Jolien D'Hoore \| Belgique \| Belgique \| + 20 s \| \| 7e \| Lisa Klein \| Allemagne \| Canyon-SRAM Racing \| + 20 s \| \| 8e \| Trixi Worrack \| Allemagne \| Canyon-SRAM Racing \| + 21 s \| \| 9e \| Rikke Lønne \| Royaume du Danemark \| Danemark \| + 23 s \| \| 10e \| Leah Thomas \| États-Unis \| UnitedHealthcare Women's Team \| + 25 s \| |                    |                     |                               |                 |
| |                    |                     |                               |                 |
| Source : ProCyclingStats |                    |                     |                               |                 |
| Classement général |                    |                     |                               |                 |
| Coureuse | Coureuse           | Pays                | Équipe                        | Temps           |
| 1re | Marianne Vos       | Pays-Bas            | WaowDeals                     | 3 h 36 min 26 s |
| 2e | Katie Archibald    | Royaume-Uni         | Wiggle High5                  | + 6 s           |
| 3e | Lotte Kopecky      | Belgique            | Lotto Soudal Ladies           | + 10 s          |
| 4e | Eugenia Bujak      | Slovénie            | BTC City Ljubljana            | + 12 s          |
| 5e | Pernille Mathiesen | Danemark            | Danemark                      | + 19 s          |
| 6e | Jolien D'Hoore     | Belgique            | Belgique                      | + 20 s          |
| 7e | Lisa Klein         | Allemagne           | Canyon-SRAM Racing            | + 20 s          |
| 8e | Trixi Worrack      | Allemagne           | Canyon-SRAM Racing            | + 21 s          |
| 9e | Rikke Lønne        | Royaume du Danemark | Danemark                      | + 23 s          |
| 10e | Leah Thomas        | États-Unis          | UnitedHealthcare Women's Team | + 25 s          |

### 2eétape secteur a
Une chute massive dans le deuxième tour oblige l'organisateur à neutraliser la course. Le peloton se scinde plus tard en plusieurs parties. Le premier sprint intermédiaire est remporté par Eugenia Bujak devant Lisa Klein et Katie Archibald. Moniek Tenniglo fait une attaque dans le final pour éviter le sprint. Elle compte vingt-trois secondes d'avance à dix kilomètres de l'arrivée. La chasse est menée par l'équipe Alé Cipollini. La Néerlandaise est reprise dans les derniers kilomètres. Le sprint donne lieu à un duel entre Jolien D'Hoore et Lorena Wiebes. Cette dernière se montre la plus rapide,.
| \| Classement de l'étape \| Classement de l'étape \| Classement de l'étape \| Classement de l'étape \| Classement de l'étape \| \| Coureuse \| Coureuse \| Pays \| Équipe \| Temps \| \| --------------------- \| ------------------------- \| --------------------- \| ---------------------------------- \| --------------------- \| \| 1re \| Lorena Wiebes \| Pays-Bas \| Parkhotel Valkenburg \| 2 h 26 min 04 s \| \| 2e \| Jolien D'Hoore \| Belgique \| Belgique \| + 0 s \| \| 3e \| Emma White \| États-Unis \| Rally Cycling \| + 0 s \| \| 4e \| Roxane Fournier \| France \| FDJ-Nouvelle Aquitaine-Futuroscope \| + 0 s \| \| 5e \| Pascale Jeuland-Tranchant \| France \| Doltcini-Van Eyck Sport \| + 0 s \| \| 6e \| Marianne Vos \| Pays-Bas \| WaowDeals \| + 0 s \| \| 7e \| Lucy van der Haar \| Royaume-Uni \| Wiggle High5 \| + 0 s \| \| 8e \| Marta Cavalli \| Italie \| Valcar PBM \| + 0 s \| \| 9e \| Marta Bastianelli \| Italie \| Alé Cipollini \| + 0 s \| \| 10e \| Christina Siggaard \| Danemark \| Danemark \| + 0 s \| |                           |             |                                    |                 |
| |                           |             |                                    |                 |
| Source : ProCyclingStats |                           |             |                                    |                 |
| Classement de l'étape |                           |             |                                    |                 |
| Coureuse | Coureuse                  | Pays        | Équipe                             | Temps           |
| 1re | Lorena Wiebes             | Pays-Bas    | Parkhotel Valkenburg               | 2 h 26 min 04 s |
| 2e | Jolien D'Hoore            | Belgique    | Belgique                           | + 0 s           |
| 3e | Emma White                | États-Unis  | Rally Cycling                      | + 0 s           |
| 4e | Roxane Fournier           | France      | FDJ-Nouvelle Aquitaine-Futuroscope | + 0 s           |
| 5e | Pascale Jeuland-Tranchant | France      | Doltcini-Van Eyck Sport            | + 0 s           |
| 6e | Marianne Vos              | Pays-Bas    | WaowDeals                          | + 0 s           |
| 7e | Lucy van der Haar         | Royaume-Uni | Wiggle High5                       | + 0 s           |
| 8e | Marta Cavalli             | Italie      | Valcar PBM                         | + 0 s           |
| 9e | Marta Bastianelli         | Italie      | Alé Cipollini                      | + 0 s           |
| 10e | Christina Siggaard        | Danemark    | Danemark                           | + 0 s           |

| \| Classement général \| Classement général \| Classement général \| Classement général \| Classement général \| \| Coureuse \| Coureuse \| Pays \| Équipe \| Temps \| \| ------------------ \| ------------------ \| ------------------- \| ----------------------------- \| ------------------ \| \| 1re \| Marianne Vos \| Pays-Bas \| WaowDeals \| 6 h 02 min 30 s \| \| 2e \| Katie Archibald \| Royaume-Uni \| Wiggle High5 \| + 5 s \| \| 3e \| Eugenia Bujak \| Slovénie \| BTC City Ljubljana \| + 9 s \| \| 4e \| Lotte Kopecky \| Belgique \| Lotto Soudal Ladies \| + 10 s \| \| 5e \| Jolien D'Hoore \| Belgique \| Belgique \| + 16 s \| \| 6e \| Lisa Klein \| Allemagne \| Canyon-SRAM Racing \| + 18 s \| \| 7e \| Pernille Mathiesen \| Danemark \| Danemark \| + 19 s \| \| 8e \| Trixi Worrack \| Allemagne \| Canyon-SRAM Racing \| + 21 s \| \| 9e \| Rikke Lønne \| Royaume du Danemark \| Danemark \| + 23 s \| \| 10e \| Leah Thomas \| États-Unis \| UnitedHealthcare Women's Team \| + 25 s \| |                    |                     |                               |                 |
| |                    |                     |                               |                 |
| Source : ProCyclingStats |                    |                     |                               |                 |
| Classement général |                    |                     |                               |                 |
| Coureuse | Coureuse           | Pays                | Équipe                        | Temps           |
| 1re | Marianne Vos       | Pays-Bas            | WaowDeals                     | 6 h 02 min 30 s |
| 2e | Katie Archibald    | Royaume-Uni         | Wiggle High5                  | + 5 s           |
| 3e | Eugenia Bujak      | Slovénie            | BTC City Ljubljana            | + 9 s           |
| 4e | Lotte Kopecky      | Belgique            | Lotto Soudal Ladies           | + 10 s          |
| 5e | Jolien D'Hoore     | Belgique            | Belgique                      | + 16 s          |
| 6e | Lisa Klein         | Allemagne           | Canyon-SRAM Racing            | + 18 s          |
| 7e | Pernille Mathiesen | Danemark            | Danemark                      | + 19 s          |
| 8e | Trixi Worrack      | Allemagne           | Canyon-SRAM Racing            | + 21 s          |
| 9e | Rikke Lønne        | Royaume du Danemark | Danemark                      | + 23 s          |
| 10e | Leah Thomas        | États-Unis          | UnitedHealthcare Women's Team | + 25 s          |

### 2eétape secteur b
Trixi Worrack remporte le contre-la-montre alors que Marianne Vos reste en tête du classement général. Katie Archibald remonte au classement général et n'a qu'une seconde de retard sur Marianne Vos.
| \| Classement de l'étape \| Classement de l'étape \| Classement de l'étape \| Classement de l'étape \| Classement de l'étape \| \| Coureuse \| Coureuse \| Pays \| Équipe \| Temps \| \| --------------------- \| --------------------- \| --------------------- \| ----------------------------- \| --------------------- \| \| 1re \| Trixi Worrack \| Allemagne \| Canyon-SRAM Racing \| 13 min 31 s \| \| 2e \| Lisa Klein \| Allemagne \| Canyon-SRAM Racing \| + 1 s \| \| 3e \| Katie Archibald \| Royaume-Uni \| Wiggle High5 \| + 13 s \| \| 4e \| Jolien D'Hoore \| Belgique \| Belgique \| + 16 s \| \| 5e \| Marianne Vos \| Pays-Bas \| WaowDeals \| + 17 s \| \| 6e \| Leah Thomas \| États-Unis \| UnitedHealthcare Women's Team \| + 17 s \| \| 7e \| Rushlee Buchanan \| Nouvelle-Zélande \| UnitedHealthcare Women's Team \| + 20 s \| \| 8e \| Eugenia Bujak \| Slovénie \| BTC City Ljubljana \| + 28 s \| \| 9e \| Lotte Kopecky \| Belgique \| Lotto Soudal Ladies \| + 30 s \| \| 10e \| Elisa Balsamo \| Italie \| Valcar PBM \| + 30 s \| |                  |                  |                               |             |
| |                  |                  |                               |             |
| Source : ProCyclingStats |                  |                  |                               |             |
| Classement de l'étape |                  |                  |                               |             |
| Coureuse | Coureuse         | Pays             | Équipe                        | Temps       |
| 1re | Trixi Worrack    | Allemagne        | Canyon-SRAM Racing            | 13 min 31 s |
| 2e | Lisa Klein       | Allemagne        | Canyon-SRAM Racing            | + 1 s       |
| 3e | Katie Archibald  | Royaume-Uni      | Wiggle High5                  | + 13 s      |
| 4e | Jolien D'Hoore   | Belgique         | Belgique                      | + 16 s      |
| 5e | Marianne Vos     | Pays-Bas         | WaowDeals                     | + 17 s      |
| 6e | Leah Thomas      | États-Unis       | UnitedHealthcare Women's Team | + 17 s      |
| 7e | Rushlee Buchanan | Nouvelle-Zélande | UnitedHealthcare Women's Team | + 20 s      |
| 8e | Eugenia Bujak    | Slovénie         | BTC City Ljubljana            | + 28 s      |
| 9e | Lotte Kopecky    | Belgique         | Lotto Soudal Ladies           | + 30 s      |
| 10e | Elisa Balsamo    | Italie           | Valcar PBM                    | + 30 s      |

| \| Classement général \| Classement général \| Classement général \| Classement général \| Classement général \| \| Coureuse \| Coureuse \| Pays \| Équipe \| Temps \| \| ------------------ \| ------------------ \| ------------------- \| ----------------------------- \| ------------------ \| \| 1re \| Marianne Vos \| Pays-Bas \| WaowDeals \| 6 h 16 min 18 s \| \| 2e \| Katie Archibald \| Royaume-Uni \| Wiggle High5 \| + 1 s \| \| 3e \| Lisa Klein \| Allemagne \| Canyon-SRAM Racing \| + 2 s \| \| 4e \| Trixi Worrack \| Allemagne \| Canyon-SRAM Racing \| + 4 s \| \| 5e \| Jolien D'Hoore \| Belgique \| Belgique \| + 15 s \| \| 6e \| Eugenia Bujak \| Slovénie \| BTC City Ljubljana \| + 20 s \| \| 7e \| Lotte Kopecky \| Belgique \| Lotto Soudal Ladies \| + 23 s \| \| 8e \| Leah Thomas \| États-Unis \| UnitedHealthcare Women's Team \| + 25 s \| \| 9e \| Rushlee Buchanan \| Nouvelle-Zélande \| UnitedHealthcare Women's Team \| + 33 s \| \| 10e \| Rikke Lønne \| Royaume du Danemark \| Danemark \| + 38 s \| |                  |                     |                               |                 |
| |                  |                     |                               |                 |
| Source : ProCyclingStats |                  |                     |                               |                 |
| Classement général |                  |                     |                               |                 |
| Coureuse | Coureuse         | Pays                | Équipe                        | Temps           |
| 1re | Marianne Vos     | Pays-Bas            | WaowDeals                     | 6 h 16 min 18 s |
| 2e | Katie Archibald  | Royaume-Uni         | Wiggle High5                  | + 1 s           |
| 3e | Lisa Klein       | Allemagne           | Canyon-SRAM Racing            | + 2 s           |
| 4e | Trixi Worrack    | Allemagne           | Canyon-SRAM Racing            | + 4 s           |
| 5e | Jolien D'Hoore   | Belgique            | Belgique                      | + 15 s          |
| 6e | Eugenia Bujak    | Slovénie            | BTC City Ljubljana            | + 20 s          |
| 7e | Lotte Kopecky    | Belgique            | Lotto Soudal Ladies           | + 23 s          |
| 8e | Leah Thomas      | États-Unis          | UnitedHealthcare Women's Team | + 25 s          |
| 9e | Rushlee Buchanan | Nouvelle-Zélande    | UnitedHealthcare Women's Team | + 33 s          |
| 10e | Rikke Lønne      | Royaume du Danemark | Danemark                      | + 38 s          |

### 3eétape
Le peloton reste grouper durant toute l'étape. Marianne Vos s'impose lors des deux sprints intermédiaires ce qui lui permet de défendre son maigre avance au classement général. Au sprint, Marta Bastianelli gagne devant Elisa Balsamo et Jolien D'Hoore,.
| \| Classement de l'étape \| Classement de l'étape \| Classement de l'étape \| Classement de l'étape \| Classement de l'étape \| \| Coureuse \| Coureuse \| Pays \| Équipe \| Temps \| \| --------------------- \| ----------------------- \| --------------------- \| ---------------------------------- \| --------------------- \| \| 1re \| Marta Bastianelli \| Italie \| Alé Cipollini \| 2 h 50 min 29 s \| \| 2e \| Elisa Balsamo \| Italie \| Valcar PBM \| + 0 s \| \| 3e \| Jolien D'Hoore \| Belgique \| Belgique \| + 0 s \| \| 4e \| Emma White \| États-Unis \| Rally Cycling \| + 0 s \| \| 5e \| Lorena Wiebes \| Pays-Bas \| Parkhotel Valkenburg \| + 0 s \| \| 6e \| Roxane Fournier \| France \| FDJ-Nouvelle Aquitaine-Futuroscope \| + 0 s \| \| 7e \| Marianne Vos \| Pays-Bas \| WaowDeals \| + 0 s \| \| 8e \| Susanne Andersen \| Norvège \| Hitec Products-Birk Sport \| + 0 s \| \| 9e \| Marjolein van 't Geloof \| Pays-Bas \| Lotto Soudal Ladies \| + 0 s \| \| 10e \| Kaat Hannes \| Belgique \| Jos Feron Lady Force \| + 0 s \| |                         |            |                                    |                 |
| |                         |            |                                    |                 |
| Source : ProCyclingStats |                         |            |                                    |                 |
| Classement de l'étape |                         |            |                                    |                 |
| Coureuse | Coureuse                | Pays       | Équipe                             | Temps           |
| 1re | Marta Bastianelli       | Italie     | Alé Cipollini                      | 2 h 50 min 29 s |
| 2e | Elisa Balsamo           | Italie     | Valcar PBM                         | + 0 s           |
| 3e | Jolien D'Hoore          | Belgique   | Belgique                           | + 0 s           |
| 4e | Emma White              | États-Unis | Rally Cycling                      | + 0 s           |
| 5e | Lorena Wiebes           | Pays-Bas   | Parkhotel Valkenburg               | + 0 s           |
| 6e | Roxane Fournier         | France     | FDJ-Nouvelle Aquitaine-Futuroscope | + 0 s           |
| 7e | Marianne Vos            | Pays-Bas   | WaowDeals                          | + 0 s           |
| 8e | Susanne Andersen        | Norvège    | Hitec Products-Birk Sport          | + 0 s           |
| 9e | Marjolein van 't Geloof | Pays-Bas   | Lotto Soudal Ladies                | + 0 s           |
| 10e | Kaat Hannes             | Belgique   | Jos Feron Lady Force               | + 0 s           |

## Classements finals

### Classement général final
| \| Classement général \| Classement général \| Classement général \| Classement général \| Classement général \| \| Coureuse \| Coureuse \| Pays \| Équipe \| Temps \| \| ------------------ \| ------------------ \| ------------------- \| ----------------------------- \| ------------------ \| \| 1re \| Marianne Vos \| Pays-Bas \| WaowDeals \| 9 h 06 min 41 s \| \| 2e \| Lisa Klein \| Allemagne \| Canyon-SRAM Racing \| + 4 s \| \| 3e \| Katie Archibald \| Royaume-Uni \| Wiggle High5 \| + 6 s \| \| 4e \| Trixi Worrack \| Allemagne \| Canyon-SRAM Racing \| + 10 s \| \| 5e \| Jolien D'Hoore \| Belgique \| Belgique \| + 17 s \| \| 6e \| Eugenia Bujak \| Slovénie \| BTC City Ljubljana \| + 25 s \| \| 7e \| Leah Thomas \| États-Unis \| UnitedHealthcare Women's Team \| + 31 s \| \| 8e \| Rushlee Buchanan \| Nouvelle-Zélande \| UnitedHealthcare Women's Team \| + 39 s \| \| 9e \| Elisa Balsamo \| Italie \| Valcar PBM \| + 42 s \| \| 10e \| Rikke Lønne \| Royaume du Danemark \| Danemark \| + 44 s \| |                  |                     |                               |                 |
| |                  |                     |                               |                 |
| |                  |                     |                               |                 |
| Classement général |                  |                     |                               |                 |
| Coureuse | Coureuse         | Pays                | Équipe                        | Temps           |
| 1re | Marianne Vos     | Pays-Bas            | WaowDeals                     | 9 h 06 min 41 s |
| 2e | Lisa Klein       | Allemagne           | Canyon-SRAM Racing            | + 4 s           |
| 3e | Katie Archibald  | Royaume-Uni         | Wiggle High5                  | + 6 s           |
| 4e | Trixi Worrack    | Allemagne           | Canyon-SRAM Racing            | + 10 s          |
| 5e | Jolien D'Hoore   | Belgique            | Belgique                      | + 17 s          |
| 6e | Eugenia Bujak    | Slovénie            | BTC City Ljubljana            | + 25 s          |
| 7e | Leah Thomas      | États-Unis          | UnitedHealthcare Women's Team | + 31 s          |
| 8e | Rushlee Buchanan | Nouvelle-Zélande    | UnitedHealthcare Women's Team | + 39 s          |
| 9e | Elisa Balsamo    | Italie              | Valcar PBM                    | + 42 s          |
| 10e | Rikke Lønne      | Royaume du Danemark | Danemark                      | + 44 s          |

### Points UCI
| Position           | 1er | 2e | 3e | 4e | 5e | 6e | 7e | 8e | 9e | 10e | 11e | 12e | 13e à 15e | 16e à 25e |
| Classement général | 125 | 85 | 70 | 60 | 50 | 40 | 35 | 30 | 25 | 20  | 15  | 10  | 5         | 3         |
| Par étape          | 16  | 12 | 8  | 6  | 5  | 4  | 3  | 2  |    |     |     |     |           |           |
| Leader, par étape  | 3   |    |    |    |    |    |    |    |    |     |     |     |           |           |

### Classements annexes

#### Classement par points
| Classement par points | Classement par points | Classement par points | Classement par points | Classement par points |
| Coureuse              | Coureuse              | Pays                  | Équipe                | Points                |
| --------------------- | --------------------- | --------------------- | --------------------- | --------------------- |
| 1re                   | Lorena Wiebes         | Pays-Bas              | Parkhotel Valkenburg  | 38 pts                |
| 2e                    | Marianne Vos          | Pays-Bas              | WaowDeals             | 37 pts                |
| 3e                    | Jolien D'Hoore        | Belgique              | Belgique              | 37 pts                |

#### Classement de la meilleure jeune
| Classement du meilleur jeune | Classement du meilleur jeune | Classement du meilleur jeune | Classement du meilleur jeune | Classement du meilleur jeune |
| Coureuse                     | Coureuse                     | Pays                         | Équipe                       | Temps                        |
| ---------------------------- | ---------------------------- | ---------------------------- | ---------------------------- | ---------------------------- |
| 1re                          | Lisa Klein                   | Allemagne                    | Canyon-SRAM Racing           | 9 h 06 min 45 s              |
| 2e                           | Elisa Balsamo                | Italie                       | Valcar PBM                   | + 38 s                       |
| 3e                           | Emma White                   | États-Unis                   | Rally Cycling                | + 46 s                       |

#### Classement des sprints
| Classement des sprints | Classement des sprints | Classement des sprints | Classement des sprints | Classement des sprints |
| Coureuse               | Coureuse               | Pays                   | Équipe                 | Points                 |
| ---------------------- | ---------------------- | ---------------------- | ---------------------- | ---------------------- |
| 1re                    | Marianne Vos           | Pays-Bas               | WaowDeals              | 11 pts                 |
| 2e                     | Eugenia Bujak          | Slovénie               | BTC City Ljubljana     | 7 pts                  |
| 3e                     | Lisa Klein             | Allemagne              | Canyon-SRAM Racing     | 6 pts                  |

## Évolution des classements
| Étape              | Vainqueur          | Classement général | Classement par points | Classement de la meilleure jeune | Classement des rushes |
| ------------------ | ------------------ | ------------------ | --------------------- | -------------------------------- | --------------------- |
| P                  | Katie Archibald    | Katie Archibald    | Katie Archibald       | Pernille Mathiesen               | non attribué          |
| 1                  | Marianne Vos       | Marianne Vos       | Marianne Vos          | Pernille Mathiesen               | Marianne Vos          |
| 2a                 | Lorena Wiebes      | Marianne Vos       | Marianne Vos          | Lisa Klein                       | Eugenia Bujak         |
| 2b                 | Trixi Worrack      | Marianne Vos       | Marianne Vos          | Lisa Klein                       | Eugenia Bujak         |
| 3                  | Marta Bastianelli  | Marianne Vos       | Marianne Vos          | Lisa Klein                       | Marianne Vos          |
| Classements finals | Classements finals | Marianne Vos       | Marianne Vos          | Lisa Klein                       | Marianne Vos          |

## Liste des participantes
| WaowDeals WAD | WaowDeals WAD              | WaowDeals WAD |
| ------------- | -------------------------- | ------------- |
| Num           | Coureuse                   | Pos           |
| 1             | Marianne Vos (NED) (route) | 1re           |
| 2             | Monique van de Ree (NED)   | 57e           |
| 3             | Inge van der Heijden (NED) | NP-2          |
| 4             | Yara Kastelijn (NED)       | 23e           |
| 5             | Rotem Gafinovitz (ISR)     | 112e          |

| Canyon-SRAM Racing CSR | Canyon-SRAM Racing CSR | Canyon-SRAM Racing CSR |
| ---------------------- | ---------------------- | ---------------------- |
| Num                    | Coureuse               | Pos                    |
| 12                     | Lisa Klein (GER)       | 2e                     |
| 13                     | Christa Riffel (GER)   | 65e                    |
| 14                     | Trixi Worrack (GER)    | 4e                     |
| 15                     | Tanja Erath (GER)      | NP-2                   |
| 16                     | Leah Thorvilson (USA)  | 109e                   |

| Wiggle High5 WHT | Wiggle High5 WHT        | Wiggle High5 WHT |
| ---------------- | ----------------------- | ---------------- |
| Num              | Coureuse                | Pos              |
| 21               | Julie Norman Leth (DEN) | 13e              |
| 22               | Katie Archibald (GBR)   | 3e               |
| 23               | Lucy van der Haar (GBR) | 43e              |
| 24               | Rachele Barbieri (ITA)  | 98e              |
| 25               | Elinor Barker (GBR)     | 14e              |
| 26               | Macey Stewart (AUS)     | 40e              |

| Alé Cipollini ALE | Alé Cipollini ALE             | Alé Cipollini ALE |
| ----------------- | ----------------------------- | ----------------- |
| Num               | Coureuse                      | Pos               |
| 31                | Marta Bastianelli (ITA)       | 44e               |
| 32                | Anna Trevisi (ITA)            | 56e               |
| 33                | Daiva Tušlaitė (LTU) (chrono) | 38e               |
| 34                | Anisha Vekemans (BEL)         | AB-3              |
| 35                | Karlijn Swinkels (NED)        | 19e               |
| 36                | Roxane Knetemann (NED)        | 16e               |

| Lotto Soudal Ladies LSL | Lotto Soudal Ladies LSL       | Lotto Soudal Ladies LSL |
| ----------------------- | ----------------------------- | ----------------------- |
| Num                     | Coureuse                      | Pos                     |
| 41                      | Lotte Kopecky (BEL)           | AB-3                    |
| 42                      | Annelies Dom (BEL) (route)    | 69e                     |
| 43                      | Valerie Demey (BEL)           | 53e                     |
| 44                      | Marjolein van 't Geloof (NED) | 29e                     |
| 45                      | Alana Castrique (BEL)         | AB-1                    |
| 46                      | Chantal Hoffmann (LUX)        | 87e                     |

| Hitec Products-Birk Sport HPU | Hitec Products-Birk Sport HPU | Hitec Products-Birk Sport HPU |
| ----------------------------- | ----------------------------- | ----------------------------- |
| Num                           | Coureuse                      | Pos                           |
| 51                            | Susanne Andersen (NOR)        | 34e                           |
| 52                            | Julie Meyer Solvang (NOR)     | 74e                           |
| 53                            | Nina Kessler (NED)            | 48e                           |
| 54                            | Thea Thorsen (NOR)            | 64e                           |
| 56                            | Vita Heine (NOR) (route)      | 62e                           |

| Parkhotel Valkenburg PHV | Parkhotel Valkenburg PHV | Parkhotel Valkenburg PHV |
| ------------------------ | ------------------------ | ------------------------ |
| Num                      | Coureuse                 | Pos                      |
| 61                       | Anne de Ruiter (NED)     | NP-2                     |
| 62                       | Natalie van Gogh (NED)   | 18e                      |
| 63                       | Ilona Hoeksma (NED)      | 47e                      |
| 64                       | Lorena Wiebes (NED)      | 32e                      |
| 65                       | Nina Buysman (NED)       | 68e                      |
| 66                       | Esther van Veen (NED)    | 31e                      |

| FDJ-Nouvelle Aquitaine-Futuroscope FDJ | FDJ-Nouvelle Aquitaine-Futuroscope FDJ | FDJ-Nouvelle Aquitaine-Futuroscope FDJ |
| -------------------------------------- | -------------------------------------- | -------------------------------------- |
| Num                                    | Coureuse                               | Pos                                    |
| 71                                     | Moniek Tenniglo (NED)                  | 17e                                    |
| 72                                     | Greta Richioud (FRA)                   | 45e                                    |
| 73                                     | Coralie Demay (FRA)                    | 15e                                    |
| 74                                     | Lauren Kitchen (AUS)                   | 52e                                    |
| 75                                     | Maëlle Grossetête (FRA)                | 66e                                    |
| 76                                     | Roxane Fournier (FRA)                  | 26e                                    |

| Valcar PBM VAL | Valcar PBM VAL              | Valcar PBM VAL |
| -------------- | --------------------------- | -------------- |
| Num            | Coureuse                    | Pos            |
| 81             | Elisa Balsamo (ITA)         | 9e             |
| 82             | Marta Cavalli (ITA) (route) | 25e            |
| 83             | Silvia Persico (ITA)        | 73e            |
| 85             | Alessia Vigilia (ITA)       | 105e           |
| 86             | Ilaria Sanguineti (ITA)     | 76e            |

| Experza-Footlogix EXP | Experza-Footlogix EXP | Experza-Footlogix EXP |
| --------------------- | --------------------- | --------------------- |
| Num                   | Coureuse              | Pos                   |
| 91                    | Nathalie Bex (BEL)    | AB-2                  |
| 92                    | Lotte Rotman (BEL)    | AB                    |
| 93                    | Sara Mustonen (SWE)   | 59e                   |

| Sans équipe EXP | Sans équipe EXP    | Sans équipe EXP |
| --------------- | ------------------ | --------------- |
| Num             | Coureuse           | Pos             |
| 94              | Manon Bakker (NED) | AB-3            |

| Experza-Footlogix EXP | Experza-Footlogix EXP | Experza-Footlogix EXP |
| --------------------- | --------------------- | --------------------- |
| Num                   | Coureuse              | Pos                   |
| 95                    | Sarah Rijkes (AUT)    | 41e                   |
| 96                    | Jessy Druyts (BEL)    | 89e                   |

| Doltcini-Van Eyck Sport DVE | Doltcini-Van Eyck Sport DVE     | Doltcini-Van Eyck Sport DVE |
| --------------------------- | ------------------------------- | --------------------------- |
| Num                         | Coureuse                        | Pos                         |
| 101                         | Kelly Druyts (BEL)              | 63e                         |
| 102                         | Bryony van Velzen (NED)         | 42e                         |
| 103                         | Kelly Markus (NED)              | 104e                        |
| 104                         | Mieke Docx (BEL)                | 88e                         |
| 105                         | Kim de Baat (BEL)               | AB-3                        |
| 106                         | Pascale Jeuland-Tranchant (FRA) | 20e                         |

| BTC City Ljubljana BTC | BTC City Ljubljana BTC       | BTC City Ljubljana BTC |
| ---------------------- | ---------------------------- | ---------------------- |
| Num                    | Coureuse                     | Pos                    |
| 111                    | Eugenia Bujak (SLO) (chrono) | 6e                     |
| 112                    | Corinna Lechner (GER)        | 67e                    |
| 113                    | Urša Pintar (SLO)            | 81e                    |
| 115                    | Mia Radotić (CRO)            | 37e                    |
| 116                    | Urška Žigart (SLO)           | 101e                   |

| Astana Women's Team ASA | Astana Women's Team ASA     | Astana Women's Team ASA |
| ----------------------- | --------------------------- | ----------------------- |
| Num                     | Coureuse                    | Pos                     |
| 121                     | Martina Alzini (ITA)        | 36e                     |
| 122                     | Amiliya Iskakova (KAZ)      | 78e                     |
| 123                     | Letizia Paternoster (ITA)   | AB                      |
| 124                     | Elena Pirrone (ITA)         | 22e                     |
| 126                     | Makhabbat Umutzhanova (KAZ) | AB-3                    |

| UnitedHealthcare Women's Team UHC | UnitedHealthcare Women's Team UHC | UnitedHealthcare Women's Team UHC |
| --------------------------------- | --------------------------------- | --------------------------------- |
| Num                               | Coureuse                          | Pos                               |
| 131                               | Katie Hall (USA)                  | AB                                |
| 132                               | Leah Thomas (USA)                 | 7e                                |
| 133                               | Lauretta Hanson (AUS)             | 24e                               |
| 134                               | Janelle Cole (USA)                | 115e                              |
| 135                               | Elizabeth Banks (GBR)             | 77e                               |
| 136                               | Rushlee Buchanan (NZL)            | 8e                                |

| Rally Cycling RLW | Rally Cycling RLW             | Rally Cycling RLW |
| ----------------- | ----------------------------- | ----------------- |
| Num               | Coureuse                      | Pos               |
| 141               | Sara Bergen (CAN)             | 21e               |
| 142               | Kelly Catlin (USA)            | 11e               |
| 143               | Kirsti Lay (CAN)              | AB-2              |
| 144               | Katherine Maine (CAN) (route) | AB-3              |
| 145               | Heidi Franz (USA)             | 71e               |
| 146               | Emma White (USA)              | 12e               |

| Health Mate-Cyclelive Team HCT | Health Mate-Cyclelive Team HCT | Health Mate-Cyclelive Team HCT |
| ------------------------------ | ------------------------------ | ------------------------------ |
| Num                            | Coureuse                       | Pos                            |
| 151                            | Janine van der Meer (NED)      | 58e                            |
| 152                            | Christina Schweinberger (AUT)  | AB-3                           |
| 153                            | Laura Vainionpää (FIN)         | 91e                            |
| 154                            | Marieke de Groot (NED)         | 97e                            |
| 155                            | Chloë Turblin (FRA)            | 116e                           |
| 156                            | Kathrin Schweinberger (AUT)    | 50e                            |

| Belgique BEL | Belgique BEL      | Belgique BEL |
| ------------ | ----------------- | ------------ |
| Num          | Coureuse          | Pos          |
| 161          | Sanne Cant        | 93e          |
| 162          | Jolien D'Hoore    | 5e           |
| 163          | Alicia Franck     | 94e          |
| 164          | Marthe Truyen     | 90e          |
| 165          | Ellen Van Loy     | 28e          |
| 166          | Laura Verdonschot | 60e          |

| Centre mondial du cyclisme WCC | Centre mondial du cyclisme WCC | Centre mondial du cyclisme WCC |
| ------------------------------ | ------------------------------ | ------------------------------ |
| Num                            | Coureuse                       | Pos                            |
| 171                            | Agua Marina Espínola (PAR)     | 83e                            |
| 172                            | Nguyễn Thị Thật (VIE)          | 70e                            |
| 173                            | Eyeru Tesfoam Gebru (ETH)      | 75e                            |
| 174                            | Anabel Yapura (ARG)            | 100e                           |
| 175                            | Phetdarin Somrat (THA)         | 82e                            |
| 176                            | Paula Patiño (COL)             | NP-3                           |

| Norvège NOR | Norvège NOR        | Norvège NOR |
| ----------- | ------------------ | ----------- |
| Num         | Coureuse           | Pos         |
| 181         | Pernille Mathiesen | NP-3        |
| 182         | Christina Siggaard | 33e         |
| 183         | Emma Norsgaard     | AB-3        |
| 184         | Marie Vilmann      | AB-3        |
| 185         | Trine Schmidt      | 27e         |
| 186         | Rikke Lønne        | 10e         |

| Jan van Arckel ___ | Jan van Arckel ___        | Jan van Arckel ___ |
| ------------------ | ------------------------- | ------------------ |
| Num                | Coureuse                  | Pos                |
| 192                | Evy Kuijpers (NED)        | 46e                |
| 193                | Charlotte Kool (NED)      | 84e                |
| 194                | Bente van Teeseling (NED) | 35e                |
| 195                | Mylène de Zoete (NED)     | 54e                |
| 196                | Danique Braam (NED)       | 30e                |

| Wielerclub de sprinters Malderen ___ | Wielerclub de sprinters Malderen ___ | Wielerclub de sprinters Malderen ___ |
| ------------------------------------ | ------------------------------------ | ------------------------------------ |
| Num                                  | Coureuse                             | Pos                                  |
| 201                                  | Gilke Croket (BEL)                   | 106e                                 |
| 202                                  | Lynn Marien (BEL)                    | 110e                                 |
| 203                                  | Mie Bjørndal Ottestad (NOR)          | NP-2b                                |
| 204                                  | Sarah Michielsen-Stevens (BEL)       | AB-3                                 |
| 205                                  | Loes Sels (BEL)                      | 51e                                  |
| 206                                  | Marjon Claus (BEL)                   | AB-3                                 |

| Isorex ___ | Isorex ___             | Isorex ___ |
| ---------- | ---------------------- | ---------- |
| Num        | Coureuse               | Pos        |
| 211        | Kelly Kalm (EST)       | AB-2       |
| 212        | Kate Wightman (NZL)    | 108e       |
| 213        | Chayenne Vranken (BEL) | AB-3       |
| 214        | Kerry Jonker (RSA)     | 121e       |
| 215        | Deborah Paine (NZL)    | AB         |
| 216        | Antonia Gröndahl (FIN) | 99e        |

| Autoglas Wetteren ___ | Autoglas Wetteren ___ | Autoglas Wetteren ___ |
| --------------------- | --------------------- | --------------------- |
| Num                   | Coureuse              | Pos                   |
| 221                   | Fien Delbaere (BEL)   | 95e                   |
| 222                   | Alicia Evans (NZL)    | AB-3                  |
| 223                   | Carolien Haers (BEL)  | 122e                  |
| 224                   | Kirsti Ruud (NOR)     | AB-3                  |
| 225                   | Lauren Creamer (IRL)  | 85e                   |
| 226                   | Stine Borgli (NOR)    | 72e                   |

| Jos Feron Lady Force ___ | Jos Feron Lady Force ___   | Jos Feron Lady Force ___ |
| ------------------------ | -------------------------- | ------------------------ |
| Num                      | Coureuse                   | Pos                      |
| 231                      | Fatima Berton (BEL)        | AB-2                     |
| 232                      | Liisa Ehrberg (EST)        | 61e                      |
| 233                      | Nathalie Verschelden (BEL) | 80e                      |
| 234                      | Céline van Houtum (NED)    | 86e                      |
| 235                      | Kaat Hannes (BEL)          | 49e                      |
| 236                      | Claire Faber (LUX)         | 111e                     |

| Keukens Redant ___ | Keukens Redant ___       | Keukens Redant ___ |
| ------------------ | ------------------------ | ------------------ |
| Num                | Coureuse                 | Pos                |
| 241                | Jesse Vandenbulcke (BEL) | 79e                |
| 242                | Malin Eriksen (NOR)      | 113e               |
| 243                | Claudia Jongerius (NED)  | 103e               |
| 244                | Lone Meertens (BEL)      | AB-3               |
| 245                | Birgitte Ravndal (NOR)   | 55e                |
| 246                | Elise vander Sande (BEL) | 123e               |

| Equano ___ | Equano ___              | Equano ___ |
| ---------- | ----------------------- | ---------- |
| Num        | Coureuse                | Pos        |
| 251        | Martine Fon (NOR)       | AB-3       |
| 252        | Gaia Tortolina (ITA)    | 107e       |
| 253        | Marie Flataas (NOR)     | 96e        |
| 254        | Soetkin Vertenten (BEL) | AB-3       |
| 255        | Yva Geluk (NED)         | 114e       |
| 256        | Sarah Ten Hartog (BEL)  | 119e       |

| Hoop Op Zegen Beveren ___ | Hoop Op Zegen Beveren ___ | Hoop Op Zegen Beveren ___ |
| ------------------------- | ------------------------- | ------------------------- |
| Num                       | Coureuse                  | Pos                       |
| 261                       | Herlinde Coudeville (BEL) | NP-1                      |
| 262                       | Joyce Accoe (BEL)         | AB-3                      |
| 263                       | Melanie Reynders (BEL)    | AB-2                      |
| 264                       | Liena Vanderheyden (BEL)  | AB-2                      |
| 265                       | Eline Coudeville (BEL)    | NP-2                      |
| 266                       | Sophie van Bakel (NED)    | 118e                      |

| Loving potatoes-de Jonge Renner ___ | Loving potatoes-de Jonge Renner ___ | Loving potatoes-de Jonge Renner ___ |
| ----------------------------------- | ----------------------------------- | ----------------------------------- |
| Num                                 | Coureuse                            | Pos                                 |
| 271                                 | Linda Ter Beek (NED)                | AB-3                                |
| 272                                 | Tessa van der Velden (NED)          | 120e                                |
| 273                                 | Robin Driehuijs (NED)               | 92e                                 |
| 274                                 | Veerle Goossens (NED)               | 117e                                |
| 275                                 | Berdine Bakker (NED)                | 102e                                |
| 276                                 | Dominique van der Stelt (NED)       | AB-3                                |

| WaowDeals WAD | WaowDeals WAD              | WaowDeals WAD |
| ------------- | -------------------------- | ------------- |
| Num           | Coureuse                   | Pos           |
| 1             | Marianne Vos (NED) (route) | 1re           |
| 2             | Monique van de Ree (NED)   | 57e           |
| 3             | Inge van der Heijden (NED) | NP-2          |
| 4             | Yara Kastelijn (NED)       | 23e           |
| 5             | Rotem Gafinovitz (ISR)     | 112e          |

| Canyon-SRAM Racing CSR | Canyon-SRAM Racing CSR | Canyon-SRAM Racing CSR |
| ---------------------- | ---------------------- | ---------------------- |
| Num                    | Coureuse               | Pos                    |
| 12                     | Lisa Klein (GER)       | 2e                     |
| 13                     | Christa Riffel (GER)   | 65e                    |
| 14                     | Trixi Worrack (GER)    | 4e                     |
| 15                     | Tanja Erath (GER)      | NP-2                   |
| 16                     | Leah Thorvilson (USA)  | 109e                   |

| Wiggle High5 WHT | Wiggle High5 WHT        | Wiggle High5 WHT |
| ---------------- | ----------------------- | ---------------- |
| Num              | Coureuse                | Pos              |
| 21               | Julie Norman Leth (DEN) | 13e              |
| 22               | Katie Archibald (GBR)   | 3e               |
| 23               | Lucy van der Haar (GBR) | 43e              |
| 24               | Rachele Barbieri (ITA)  | 98e              |
| 25               | Elinor Barker (GBR)     | 14e              |
| 26               | Macey Stewart (AUS)     | 40e              |

| Alé Cipollini ALE | Alé Cipollini ALE             | Alé Cipollini ALE |
| ----------------- | ----------------------------- | ----------------- |
| Num               | Coureuse                      | Pos               |
| 31                | Marta Bastianelli (ITA)       | 44e               |
| 32                | Anna Trevisi (ITA)            | 56e               |
| 33                | Daiva Tušlaitė (LTU) (chrono) | 38e               |
| 34                | Anisha Vekemans (BEL)         | AB-3              |
| 35                | Karlijn Swinkels (NED)        | 19e               |
| 36                | Roxane Knetemann (NED)        | 16e               |

| Lotto Soudal Ladies LSL | Lotto Soudal Ladies LSL       | Lotto Soudal Ladies LSL |
| ----------------------- | ----------------------------- | ----------------------- |
| Num                     | Coureuse                      | Pos                     |
| 41                      | Lotte Kopecky (BEL)           | AB-3                    |
| 42                      | Annelies Dom (BEL) (route)    | 69e                     |
| 43                      | Valerie Demey (BEL)           | 53e                     |
| 44                      | Marjolein van 't Geloof (NED) | 29e                     |
| 45                      | Alana Castrique (BEL)         | AB-1                    |
| 46                      | Chantal Hoffmann (LUX)        | 87e                     |

| Hitec Products-Birk Sport HPU | Hitec Products-Birk Sport HPU | Hitec Products-Birk Sport HPU |
| ----------------------------- | ----------------------------- | ----------------------------- |
| Num                           | Coureuse                      | Pos                           |
| 51                            | Susanne Andersen (NOR)        | 34e                           |
| 52                            | Julie Meyer Solvang (NOR)     | 74e                           |
| 53                            | Nina Kessler (NED)            | 48e                           |
| 54                            | Thea Thorsen (NOR)            | 64e                           |
| 56                            | Vita Heine (NOR) (route)      | 62e                           |

| Parkhotel Valkenburg PHV | Parkhotel Valkenburg PHV | Parkhotel Valkenburg PHV |
| ------------------------ | ------------------------ | ------------------------ |
| Num                      | Coureuse                 | Pos                      |
| 61                       | Anne de Ruiter (NED)     | NP-2                     |
| 62                       | Natalie van Gogh (NED)   | 18e                      |
| 63                       | Ilona Hoeksma (NED)      | 47e                      |
| 64                       | Lorena Wiebes (NED)      | 32e                      |
| 65                       | Nina Buysman (NED)       | 68e                      |
| 66                       | Esther van Veen (NED)    | 31e                      |

| FDJ-Nouvelle Aquitaine-Futuroscope FDJ | FDJ-Nouvelle Aquitaine-Futuroscope FDJ | FDJ-Nouvelle Aquitaine-Futuroscope FDJ |
| -------------------------------------- | -------------------------------------- | -------------------------------------- |
| Num                                    | Coureuse                               | Pos                                    |
| 71                                     | Moniek Tenniglo (NED)                  | 17e                                    |
| 72                                     | Greta Richioud (FRA)                   | 45e                                    |
| 73                                     | Coralie Demay (FRA)                    | 15e                                    |
| 74                                     | Lauren Kitchen (AUS)                   | 52e                                    |
| 75                                     | Maëlle Grossetête (FRA)                | 66e                                    |
| 76                                     | Roxane Fournier (FRA)                  | 26e                                    |

| Valcar PBM VAL | Valcar PBM VAL              | Valcar PBM VAL |
| -------------- | --------------------------- | -------------- |
| Num            | Coureuse                    | Pos            |
| 81             | Elisa Balsamo (ITA)         | 9e             |
| 82             | Marta Cavalli (ITA) (route) | 25e            |
| 83             | Silvia Persico (ITA)        | 73e            |
| 85             | Alessia Vigilia (ITA)       | 105e           |
| 86             | Ilaria Sanguineti (ITA)     | 76e            |

| Experza-Footlogix EXP | Experza-Footlogix EXP | Experza-Footlogix EXP |
| --------------------- | --------------------- | --------------------- |
| Num                   | Coureuse              | Pos                   |
| 91                    | Nathalie Bex (BEL)    | AB-2                  |
| 92                    | Lotte Rotman (BEL)    | AB                    |
| 93                    | Sara Mustonen (SWE)   | 59e                   |

| Sans équipe EXP | Sans équipe EXP    | Sans équipe EXP |
| --------------- | ------------------ | --------------- |
| Num             | Coureuse           | Pos             |
| 94              | Manon Bakker (NED) | AB-3            |

| Experza-Footlogix EXP | Experza-Footlogix EXP | Experza-Footlogix EXP |
| --------------------- | --------------------- | --------------------- |
| Num                   | Coureuse              | Pos                   |
| 95                    | Sarah Rijkes (AUT)    | 41e                   |
| 96                    | Jessy Druyts (BEL)    | 89e                   |

| Doltcini-Van Eyck Sport DVE | Doltcini-Van Eyck Sport DVE     | Doltcini-Van Eyck Sport DVE |
| --------------------------- | ------------------------------- | --------------------------- |
| Num                         | Coureuse                        | Pos                         |
| 101                         | Kelly Druyts (BEL)              | 63e                         |
| 102                         | Bryony van Velzen (NED)         | 42e                         |
| 103                         | Kelly Markus (NED)              | 104e                        |
| 104                         | Mieke Docx (BEL)                | 88e                         |
| 105                         | Kim de Baat (BEL)               | AB-3                        |
| 106                         | Pascale Jeuland-Tranchant (FRA) | 20e                         |

| BTC City Ljubljana BTC | BTC City Ljubljana BTC       | BTC City Ljubljana BTC |
| ---------------------- | ---------------------------- | ---------------------- |
| Num                    | Coureuse                     | Pos                    |
| 111                    | Eugenia Bujak (SLO) (chrono) | 6e                     |
| 112                    | Corinna Lechner (GER)        | 67e                    |
| 113                    | Urša Pintar (SLO)            | 81e                    |
| 115                    | Mia Radotić (CRO)            | 37e                    |
| 116                    | Urška Žigart (SLO)           | 101e                   |

| Astana Women's Team ASA | Astana Women's Team ASA     | Astana Women's Team ASA |
| ----------------------- | --------------------------- | ----------------------- |
| Num                     | Coureuse                    | Pos                     |
| 121                     | Martina Alzini (ITA)        | 36e                     |
| 122                     | Amiliya Iskakova (KAZ)      | 78e                     |
| 123                     | Letizia Paternoster (ITA)   | AB                      |
| 124                     | Elena Pirrone (ITA)         | 22e                     |
| 126                     | Makhabbat Umutzhanova (KAZ) | AB-3                    |

| UnitedHealthcare Women's Team UHC | UnitedHealthcare Women's Team UHC | UnitedHealthcare Women's Team UHC |
| --------------------------------- | --------------------------------- | --------------------------------- |
| Num                               | Coureuse                          | Pos                               |
| 131                               | Katie Hall (USA)                  | AB                                |
| 132                               | Leah Thomas (USA)                 | 7e                                |
| 133                               | Lauretta Hanson (AUS)             | 24e                               |
| 134                               | Janelle Cole (USA)                | 115e                              |
| 135                               | Elizabeth Banks (GBR)             | 77e                               |
| 136                               | Rushlee Buchanan (NZL)            | 8e                                |

| Rally Cycling RLW | Rally Cycling RLW             | Rally Cycling RLW |
| ----------------- | ----------------------------- | ----------------- |
| Num               | Coureuse                      | Pos               |
| 141               | Sara Bergen (CAN)             | 21e               |
| 142               | Kelly Catlin (USA)            | 11e               |
| 143               | Kirsti Lay (CAN)              | AB-2              |
| 144               | Katherine Maine (CAN) (route) | AB-3              |
| 145               | Heidi Franz (USA)             | 71e               |
| 146               | Emma White (USA)              | 12e               |

| Health Mate-Cyclelive Team HCT | Health Mate-Cyclelive Team HCT | Health Mate-Cyclelive Team HCT |
| ------------------------------ | ------------------------------ | ------------------------------ |
| Num                            | Coureuse                       | Pos                            |
| 151                            | Janine van der Meer (NED)      | 58e                            |
| 152                            | Christina Schweinberger (AUT)  | AB-3                           |
| 153                            | Laura Vainionpää (FIN)         | 91e                            |
| 154                            | Marieke de Groot (NED)         | 97e                            |
| 155                            | Chloë Turblin (FRA)            | 116e                           |
| 156                            | Kathrin Schweinberger (AUT)    | 50e                            |

| Belgique BEL | Belgique BEL      | Belgique BEL |
| ------------ | ----------------- | ------------ |
| Num          | Coureuse          | Pos          |
| 161          | Sanne Cant        | 93e          |
| 162          | Jolien D'Hoore    | 5e           |
| 163          | Alicia Franck     | 94e          |
| 164          | Marthe Truyen     | 90e          |
| 165          | Ellen Van Loy     | 28e          |
| 166          | Laura Verdonschot | 60e          |

| Centre mondial du cyclisme WCC | Centre mondial du cyclisme WCC | Centre mondial du cyclisme WCC |
| ------------------------------ | ------------------------------ | ------------------------------ |
| Num                            | Coureuse                       | Pos                            |
| 171                            | Agua Marina Espínola (PAR)     | 83e                            |
| 172                            | Nguyễn Thị Thật (VIE)          | 70e                            |
| 173                            | Eyeru Tesfoam Gebru (ETH)      | 75e                            |
| 174                            | Anabel Yapura (ARG)            | 100e                           |
| 175                            | Phetdarin Somrat (THA)         | 82e                            |
| 176                            | Paula Patiño (COL)             | NP-3                           |

| Norvège NOR | Norvège NOR        | Norvège NOR |
| ----------- | ------------------ | ----------- |
| Num         | Coureuse           | Pos         |
| 181         | Pernille Mathiesen | NP-3        |
| 182         | Christina Siggaard | 33e         |
| 183         | Emma Norsgaard     | AB-3        |
| 184         | Marie Vilmann      | AB-3        |
| 185         | Trine Schmidt      | 27e         |
| 186         | Rikke Lønne        | 10e         |

| Jan van Arckel ___ | Jan van Arckel ___        | Jan van Arckel ___ |
| ------------------ | ------------------------- | ------------------ |
| Num                | Coureuse                  | Pos                |
| 192                | Evy Kuijpers (NED)        | 46e                |
| 193                | Charlotte Kool (NED)      | 84e                |
| 194                | Bente van Teeseling (NED) | 35e                |
| 195                | Mylène de Zoete (NED)     | 54e                |
| 196                | Danique Braam (NED)       | 30e                |

| Wielerclub de sprinters Malderen ___ | Wielerclub de sprinters Malderen ___ | Wielerclub de sprinters Malderen ___ |
| ------------------------------------ | ------------------------------------ | ------------------------------------ |
| Num                                  | Coureuse                             | Pos                                  |
| 201                                  | Gilke Croket (BEL)                   | 106e                                 |
| 202                                  | Lynn Marien (BEL)                    | 110e                                 |
| 203                                  | Mie Bjørndal Ottestad (NOR)          | NP-2b                                |
| 204                                  | Sarah Michielsen-Stevens (BEL)       | AB-3                                 |
| 205                                  | Loes Sels (BEL)                      | 51e                                  |
| 206                                  | Marjon Claus (BEL)                   | AB-3                                 |

| Isorex ___ | Isorex ___             | Isorex ___ |
| ---------- | ---------------------- | ---------- |
| Num        | Coureuse               | Pos        |
| 211        | Kelly Kalm (EST)       | AB-2       |
| 212        | Kate Wightman (NZL)    | 108e       |
| 213        | Chayenne Vranken (BEL) | AB-3       |
| 214        | Kerry Jonker (RSA)     | 121e       |
| 215        | Deborah Paine (NZL)    | AB         |
| 216        | Antonia Gröndahl (FIN) | 99e        |

| Autoglas Wetteren ___ | Autoglas Wetteren ___ | Autoglas Wetteren ___ |
| --------------------- | --------------------- | --------------------- |
| Num                   | Coureuse              | Pos                   |
| 221                   | Fien Delbaere (BEL)   | 95e                   |
| 222                   | Alicia Evans (NZL)    | AB-3                  |
| 223                   | Carolien Haers (BEL)  | 122e                  |
| 224                   | Kirsti Ruud (NOR)     | AB-3                  |
| 225                   | Lauren Creamer (IRL)  | 85e                   |
| 226                   | Stine Borgli (NOR)    | 72e                   |

| Jos Feron Lady Force ___ | Jos Feron Lady Force ___   | Jos Feron Lady Force ___ |
| ------------------------ | -------------------------- | ------------------------ |
| Num                      | Coureuse                   | Pos                      |
| 231                      | Fatima Berton (BEL)        | AB-2                     |
| 232                      | Liisa Ehrberg (EST)        | 61e                      |
| 233                      | Nathalie Verschelden (BEL) | 80e                      |
| 234                      | Céline van Houtum (NED)    | 86e                      |
| 235                      | Kaat Hannes (BEL)          | 49e                      |
| 236                      | Claire Faber (LUX)         | 111e                     |

| Keukens Redant ___ | Keukens Redant ___       | Keukens Redant ___ |
| ------------------ | ------------------------ | ------------------ |
| Num                | Coureuse                 | Pos                |
| 241                | Jesse Vandenbulcke (BEL) | 79e                |
| 242                | Malin Eriksen (NOR)      | 113e               |
| 243                | Claudia Jongerius (NED)  | 103e               |
| 244                | Lone Meertens (BEL)      | AB-3               |
| 245                | Birgitte Ravndal (NOR)   | 55e                |
| 246                | Elise vander Sande (BEL) | 123e               |

| Equano ___ | Equano ___              | Equano ___ |
| ---------- | ----------------------- | ---------- |
| Num        | Coureuse                | Pos        |
| 251        | Martine Fon (NOR)       | AB-3       |
| 252        | Gaia Tortolina (ITA)    | 107e       |
| 253        | Marie Flataas (NOR)     | 96e        |
| 254        | Soetkin Vertenten (BEL) | AB-3       |
| 255        | Yva Geluk (NED)         | 114e       |
| 256        | Sarah Ten Hartog (BEL)  | 119e       |

| Hoop Op Zegen Beveren ___ | Hoop Op Zegen Beveren ___ | Hoop Op Zegen Beveren ___ |
| ------------------------- | ------------------------- | ------------------------- |
| Num                       | Coureuse                  | Pos                       |
| 261                       | Herlinde Coudeville (BEL) | NP-1                      |
| 262                       | Joyce Accoe (BEL)         | AB-3                      |
| 263                       | Melanie Reynders (BEL)    | AB-2                      |
| 264                       | Liena Vanderheyden (BEL)  | AB-2                      |
| 265                       | Eline Coudeville (BEL)    | NP-2                      |
| 266                       | Sophie van Bakel (NED)    | 118e                      |

| Loving potatoes-de Jonge Renner ___ | Loving potatoes-de Jonge Renner ___ | Loving potatoes-de Jonge Renner ___ |
| ----------------------------------- | ----------------------------------- | ----------------------------------- |
| Num                                 | Coureuse                            | Pos                                 |
| 271                                 | Linda Ter Beek (NED)                | AB-3                                |
| 272                                 | Tessa van der Velden (NED)          | 120e                                |
| 273                                 | Robin Driehuijs (NED)               | 92e                                 |
| 274                                 | Veerle Goossens (NED)               | 117e                                |
| 275                                 | Berdine Bakker (NED)                | 102e                                |
| 276                                 | Dominique van der Stelt (NED)       | AB-3                                |

## Organisation et règlement

### Comité d'organisation
La course est organisée par l'association GLS Sportadviesbureau basée à Saint-Denis-Westrem. Le directeur de course est Joerie Devreese.

### Règlement de la course

#### Délais
Lors d'une course cycliste, les coureurs sont tenus d'arriver dans un laps de temps imparti à la suite du premier pour pouvoir être classés. Les délais prévus sont de 4 % pour la première étape, 6 % pour l'étape 2 secteur a, 33 % pour le contre-la-montre et 5 % pour la dernière étape. La règle des trois kilomètres s'applique conformément au règlement UCI.

#### Classements et bonifications
Le classement général individuel au temps est calculé par le cumul des temps enregistrés dans chacune des étapes parcourues. Des bonifications et d'éventuelles pénalisations sont incluses dans le calcul du classement. Le coureur qui est premier de ce classement est porteur du maillot bleu. En cas d'égalité au temps, la somme des places obtenues sur chaque étape départage les concurrentes. En cas de nouvelle égalité, la place lors de la dernière étape sert de critère pour décider de la vainqueur.
Des bonifications sont attribuées dans cette épreuve. L'arrivée des étapes donne dix, six et quatre secondes de bonifications aux trois premières. L'arrivée de la demi-étape, deuxième secteur a, attribue six, quatre et deux secondes de bonifications aux trois premières. Par ailleurs, durant la course, il existe des sprints intermédiaires dont les trois premiers sont récompensés respectivement de trois secondes, deux secondes et une seconde.

##### Classement par points
Le maillot rouge, récompense le classement par points. Celui-ci se calcule selon le classement lors des arrivées d'étape.  
Lors d'une arrivée d'étape en ligne, les dix premières se voient accorder des points selon le décompte suivant : 20, 15, 12, 10, 8, 6, 4, 3, 2, 1. Le contre-la-montre et le prologue attribuent les points suivants aux cinq premières : 10, 6, 4, 2 et 1. En cas d'égalité, les coureurs sont prioritairement départagés par le nombre de victoires d'étapes. Si l'égalité persiste, le nombre de victoires à des sprints intermédiaires puis éventuellement la place obtenue au classement général entrent en compte. Pour être classé, un coureur doit avoir terminé la course dans les délais.

##### Classement de la meilleure jeune
Le classement de la meilleure jeune ne concerne qu'une certaine catégorie de coureuses. C'est-à-dire aux coureuses nées après le 1er janvier 1996. Ce classement, basé sur le classement général, attribue au premier un maillot blanc. En cas d'égalité, le temps du contre-la-montre détermine le vainqueur.

##### Classement des rushes
Des sprints intermédiaires durant la course attribuent 3, 2 et 1 point aux trois premières. Il attribue un maillot jaune.

##### Prix de la combativité
Le jury des commissaires attribue un prix de la combativité à la fin de l'épreuve à une coureuse.

##### Répartition des maillots
Chaque coureuse en tête d'un classement est porteuse du maillot ou du dossard distinctif correspondant. Cependant, dans le cas où une coureuse dominerait plusieurs classements, celle-ci ne porte qu'un seul maillot distinctif, selon une priorité de classements. Le classement général au temps est le classement prioritaire, suivi du classement par points et du classement de la meilleure jeune. Si ce cas de figure se produit, le maillot correspondant au classement annexe de priorité inférieure n'est pas porté par celui qui domine ce classement mais par son deuxième.

#### Primes
Le prologue et les demi-étapes rapportent:
| Position | 1er   | 2e    | 3e   | 4e   | 5e   | 6e   | 7e   | 8e   | 9e   | 10e  |
| Prix     | 165 € | 115 € | 90 € | 80 € | 65 € | 60 € | 60 € | 60 € | 60 € | 60 € |

En sus, les coureuses placées de la 11e à la 15e place gagnent 35 €.
Les étapes en ligne, permettent de remporter les primes suivantes:
| Position | 1er   | 2e    | 3e    | 4e    | 5e   | 6e   | 7e   | 8e   | 9e   | 10e  |
| Prix     | 276 € | 169 € | 116 € | 106 € | 99 € | 83 € | 73 € | 64 € | 64 € | 64 € |

En sus, les coureuses placées de la 11e à la 15e place gagnent 40 €.
Le classement général final attribue les sommes suivantes :
| Position | 1er   | 2e    | 3e    | 4e    | 5e    | 6e   | 7e   | 8e   | 9e   | 10e  |
| Prix     | 275 € | 170 € | 115 € | 105 € | 100 € | 85 € | 75 € | 65 € | 65 € | 65 € |

En sus, les coureuses placées de la 11e à la 15e place gagnent 40 €.

#### Prix
Le classement final par points rapporte 75 € à la vainqueur, le classement de la meilleure jeune  et celui des rushes 50 €.

### Partenaires
La chaine de télévision locale AVS et Doltcini sont partenaires du maillot bleu. La loterie nationale belge Lotto parraine le classement par points. Le classement de la meilleure jeune est parrainé par la province de Flandre-Orientale. Le classement des rushes est financé par Doltcini et Peugeot.